# Liste der denkmalgeschützten Objekte in Maria Schmolln
Die Liste der denkmalgeschützten Objekte in Maria Schmolln enthält die 6 denkmalgeschützten, unbeweglichen Objekte der Gemeinde Maria Schmolln im Bezirk Braunau am Inn.

## Denkmäler
| Foto |                 | Denkmal | Standort                                             | Beschreibung | Metadaten |
| ---- | --------------- | --- | ---------------------------------------------------- | --- | --- |
| ja   | Datei hochladen | Kath. Pfarrkirche, Wallfahrtskirche Maria-Hilf und Verbindungsgang zum Kloster HERIS-ID: 52390 Objekt-ID: 59040 | Maria Schmolln Standort KG: Oberminathal             | Die Kirche wurde 1860/61 in neuromanischen Stil errichtet. | BDA-Hist.: Q38050971 Status: § 2a Stand der BDA-Liste: 2025-06-30 Name: Kath. Pfarrkirche, Wallfahrtskirche Maria-Hilf und Verbindungsgang zum Kloster GstNr.: .57 Wallfahrtskirche Maria Schmolln |
| ja   | Datei hochladen | Franziskanerkloster HERIS-ID: 90121 Objekt-ID: 104798                                                           | Maria Schmolln 2 (Kloster) Standort KG: Oberminathal | Auf Betreiben des Bischofes Franz Joseph Rudigier kamen 1864 die ersten Franziskaner der Tiroler Provinz nach Maria Schmolln. 1871 wurde das ursprüngliche Priesterhaus erweitert, sodass zehn Franziskaner im Kloster wohnen konnten. 1941 lösten die Nationalsozialisten das Kloster auf, es wurde 1945 wieder der ursprünglichen Bestimmung übergeben. | BDA-Hist.: Q37744926 Status: § 2a Stand der BDA-Liste: 2025-06-30 Name: Franziskanerkloster GstNr.: .56 Kloster Maria Schmolln                                                                     |
| ja   | Datei hochladen | Alters- und Pflegeheim Maria Rast HERIS-ID: 90122 Objekt-ID: 104799                                             | Maria Schmolln 16 Standort KG: Oberminathal          | Das Alters- und Pflegeheim wurde 1883/84 errichtet und wurde mittlerweile mehrmals umgebaut und vergrößert. | BDA-Hist.: Q37744964 Status: § 2a Stand der BDA-Liste: 2025-06-30 Name: Alters- und Pflegeheim Maria Rast GstNr.: 189/2                                                                            |
| ja   | Datei hochladen | Friedhof HERIS-ID: 90127 Objekt-ID: 104804                                                                      | Standort KG: Oberminathal                            | | BDA-Hist.: Q37745081 Status: § 2a Stand der BDA-Liste: 2025-06-30 Name: Friedhof GstNr.: 593/4 |
| ja   | Datei hochladen | Kreuzweg Winkelpoint HERIS-ID: 90125 Objekt-ID: 104802                                                          | Standort KG: Oberminathal                            | | BDA-Hist.: Q37745005 Status: § 2a Stand der BDA-Liste: 2025-06-30 Name: Kreuzweg Winkelpoint GstNr.: 1258/1                                                                                        |
| ja   | Datei hochladen | Kreuzweg Sollach HERIS-ID: 90126 Objekt-ID: 104803                                                              | Standort KG: Schweigetsreith                         | Anmerkung: lt. Amap.at mindestens 2 Bildstöcke ab hier Richtung Kirche. Das Grundstück bezieht sich auf die Nebenstraße der L503 in der Nähe des Kreisverkehrs. | BDA-Hist.: Q37745043 Status: § 2a Stand der BDA-Liste: 2025-06-30 Name: Kreuzweg Sollach GstNr.: 2731/3                                                                                            |